# Augustyn Pocwa
Augustyn Pocwa, w relacjach prasowych Pocwa II (ur. 29 maja 1930 w Mysłowicach, zm. 27 listopada 1986 w Mysłowicach) – polski piłkarz występujący na pozycji napastnika. Wicemistrz Polski 1955.

## Kariera piłkarska
Wychowanek Lechii 06 Mysłowice. Następnie został zawodnikiem Budowlanych Chorzów, w którym debiutował w rozgrywkach I ligi. Był to mecz z 18 marca 1951 – Budowlani Chorzów – Kolejarz Warszawa (1:3).
Powołany do służby wojskowej, którą odbywał w rezerwach Legii oraz w OWKS Kraków. W 1953 r. reprezentował barwy Budowlanych Opole. W tym klubie zdobył swoją debiutancką bramkę w I lidze – 15 marca 1953 w meczu Budowlani Opole – Gwardia Warszawa (1:2). Jesienią 1954 znalazł się w kadrze Stali Sosnowiec. 3 października 1954 w meczu Włókniarz Kraków – Stal Sosnowiec (0:3) po raz pierwszy występił dla sosnowieckiej drużyny. W tym samym meczu zdobył też pierwszego gola dla Stali. Sezon zakończył się sukcesem, bowiem sosnowiczanie awansowali do I ligi. A już w 1955 świętowali zdobycie wicemistrzostwa Polski.
11 listopada 1956 w meczu Ruch Chorzów – Stal Sosnowiec (3:1) Pocwa zagrał po raz ostatni w barwach sosnowieckiej drużyny. Wpływ na to miała poważne złamanie nogi, które nie pozwoliło mu wrócić do dawnej formy. Ze Stali odszedł do Baildonu Katowice.

### Statystyki piłkarskie
W I lidze rozegrał 31 meczów i zdobył 7 bramek jako zawodnik trzech klubów:
- Budowlani Chorzów – 3 mecze,
- Budowlani Opole – 5 meczów, 1 bramka,
- Stal Sosnowiec – 23 mecze, 6 bramek.

W II lidze rozegrał 8 meczów i zdobył 7 bramek jako zawodnik Stali Sosnowiec.

W Pucharze Polski rozegrał 3 mecze i zdobył 1 bramkę.

| Sezon     | Klub            | Liga          | Mecze | Gole | Uwagi             |
| --------- | --------------- | ------------- | ----- | ---- | ----------------- |
| 1951      | AKS Chorzów     | I liga        | 3     | 0    |                   |
| 1953      | Budowlani Opole | I liga        | 5     | 1    |                   |
| 1954      | Stal Sosnowiec  | II liga       | 8     | 7    | awans do I ligi   |
| 1954/1955 | Stal Sosnowiec  | Puchar Polski | 1     | 1    |                   |
| 1955      | Stal Sosnowiec  | I liga        | 20    | 6    | wicemistrz Polski |
| 1955/1956 | Stal Sosnowiec  | Puchar Polski | 1     | 0    |                   |
| 1956      | Stal Sosnowiec  | I liga        | 3     | 0    |                   |
| 1956/1957 | Stal Sosnowiec  | Puchar Polski | 1     | 0    | ćwierćfinał       |
|           | suma            | II liga       | 8     | 7    |                   |
|           | suma            | I liga        | 31    | 7    |                   |
|           | suma            | Puchar Polski | 3     | 1    |                   |

## Kariera trenerska
Karierę piłkarza kończył jako grający trener w Baildonie Katowice.

## Sukcesy
- wicemistrzostwo Polski 1955 ze Stalą Sosnowiec
- awans do I ligi 1954 ze Stalą Sosnowiec
- półfinał Pucharu Polski 1954 ze Stalą Sosnowiec

## Życie prywatne
Był młodszym bratem Józefa Pocwy, piłkarza Stali Sosnowiec.